# ایان هادر
ایان هادر (انگلیسی: Ian Hodder؛ زادهٔ ۲۳ نوامبر ۱۹۴۸) باستان‌شناس اهل بریتانیا است. او از بنیان‌گذاران نظریه باستان‌شناسی پساروندگرا است، که در دهه ۱۹۸۰ با کمک شاگردانش آن را توسعه داد.
از سال ۲۰۰۳ هادر رئیس گروه حفاری در چاتال‌هویوک ترکیه است. وی همچنین برندهٔ جوایزی همچون کمک‌هزینه گوگنهایم شده‌است.